# Devil Man
Devil Man ist die zweite EP der schwedischen Bluesrock-Band Blues Pills. Sie erschien am 18. Oktober 2013 über Nuclear Blast.

## Entstehung
Die Aufnahmen für die EP zogen sich ab Herbst 2012 über einen Zeitraum von vier Monaten hin, da die Band immer wieder die Räumlichkeiten wechseln musste. Zumeist wegen der hohen Lautstärke mussten die Musiker die angemieteten Räume wieder verlassen. Darüber hinaus musste sich die Band die nötigen Instrumente von befreundeten Musikern leihen. Schließlich nahmen die Musiker zwölf Lieder auf, von denen vier für die EP verwendet wurden. Devil Man wurde von Oscar Campbell und Zack Anderson aufgenommen sowie von Don Alsterberg produziert. Gemischt und gemastert wurde die EP von Henryk Lipp in Göteborg. Das Cover wurde vom deutschen Künstler Kiryk Drewinski entworfen.

## Hintergrund
Das Titellied Devil Man wurde zuvor bereits auf der EP Bliss veröffentlicht. In dem Lied geht es um dem Nemesis, einen Gegenspieler, der einem anderen Menschen das Leben schwer macht. Das Lied basierte auf der Textzeile „Oh, devil man“, die Sängerin Elin Larsson im Kopf hatte. In einem spontanen Jamsession entstand die Musik dazu. Insgesamt war das Lied innerhalb von einer Stunde geschrieben. The River wurde von den Liedern der schwarzen Sklaven in den US-amerikanischen Südstaaten inspiriert. Laut Elin Larsson geht es darum, dass jeder Mensch nach sich selbst und den Fragen des Lebens suchen sollte.
Time Is Now wurde von Zack Anderson geschrieben. Die Inspiration holte er sich aus seiner Zeit in Kalifornien, als er sich von einem christlichen Priester gestalkt fühlte. Zu dieser Zeit beschäftigte sich Anderson ferner mit dem Buddhismus. Dig In thematisiert die Suche nach seinem eigenen Lebensweg und den Glauben an sich selbst.

## Rezeption
Laut Timon Menge vom Onlinemagazin Metalnews.de bietet die EP einen knapp 17-minütigen Trip durch alles, was in der Musikgeschichte mit einem Coolness-Stempel versehen wurde. Menge vergab die Höchstnote sieben. Rezensent WOSFrank vom Onlinemagazin Vampster als „Pflichtkauf“ für jeden Retro-Rock-Interessierten und sieht in Blues Pills eine „zukünftige Referenzband, die alteigesessenen und neuen Bands das Leben schwer machen wird“. Für Michael Stalling vom Onlinemagazin Metal.de bieten Blues Pills „unheimlich guten, authentischen Siebziger-Jahre-Rock mit viel Blues und einer gehörigen Prise Soul“. Er bewertete die EP mit neun von zehn Punkten.